# Хајденхајм на Бренцу
Хајденхајм на Бренцу (њем. Heidenheim an der Brenz) град је у њемачкој савезној држави Баден-Виртемберг. Једно је од 11 општинских средишта округа Хајденхајм. Према процјени из 2010. у граду је живјело 48.811 становника. Посједује регионалну шифру (AGS) 8135019.

## Географски и демографски подаци
Хајденхајм на Бренцу се налази у савезној држави Баден-Виртемберг у округу Хајденхајм. Град се налази на надморској висини од 504 метра. Површина општине износи 107,1 km². У самом граду је, према процјени из 2010. године, живјело 48.811 становника. Просјечна густина становништва износи 456 становника/km².

## Међународна сарадња
| Мјесто       | Држава               | Врста сарадње | Од    |
| ------------ | -------------------- | ------------- | ----- |
| Кијанђијанг  | Кина                 | пријатељство  | 1994. |
| Сисак        | Хрватска             | партнерство   | 1988. |
| Њупорт       | Уједињено Краљевство | партнерство   | 1981. |
| Клиши        | Француска            | партнерство   | 1958. |
| Санкт Пелтен | Аустрија             | партнерство   | 1968. |
| Извор        |                      |               |       |